# Scooby-Doo på Zombieön
Scooby-Doo på Zombieön (originaltitel: Scooby-Doo on Zombie Island) är en amerikansk tecknad film från 1998.

## Handling
Mysteriegänget har splittrats och gått skilda vägar, för alla spöken de träffat var bara bluff. Daphne har sin egen TV-show, som produceras av Fred. Velma driver en bokhandel som är helt specialiserad på kriminalromaner och deckare. Shaggy och Scooby-Doo letar smuggelgods på en flygplats.
En dag ser Shaggy och Scooby Daphne på TV, och de börjar sakna att lösa mysterier tillsammans med sina vänner. Daphnes födelsedag börjar närma sig, och Shaggy och Scooby bestämmer sig för att återförena Mysteriegänget som present till Daphne.
Det enda Daphne vill är att hitta riktiga spöken, och då får de en inbjudan till Månskäras Ö. Ön ägs av den vackra Simone Lenoir och där bor även kocken Lena DuPree, som är väldigt bra på matlagning. Och Fred blir smått förälskad i Lena, vilket gör Daphne en aning svartsjuk.
Medan Shaggy och Scooby tävlar i att äta starka kryddor, så letar Velma efter misstänkta bland alla underliga personer på ön. Snart får de varningstecken från Kapten Månskäras spöke. Och snart visar det sig att ön kryllar av zombier. Och Simone och Lena förvandlas till kattvarelser vid fullmåne.

## Om filmen
Filmen har dubbats till många olika språk, däribland svenska. Filmen är tillägnad Don Messick, som gjorde Scooby-Doos ursprungliga röst. I filmen görs Scoobys engelska röst av Scott Innes.
Tom Snow och Glenn Leopold skrev två låtar speciellt för filmen, The Ghost Is Here och It's Terror Time Again. Båda låtarna framförs av punkbandet Skycycle. Låten Scooby-Doo, Where Are You? skrevs av David Mook och Ben Raleigh och framförs av Third Eye Blind.

## Rollista i urval
- Scott Innes – Scooby-Doo
- Billy West – Shaggy
- Mary Kay Bergman – Daphne
- Frank Welker – Fred
- B.J. Ward – Velma
- Adrienne Barbeau – Simone
- Tara Strong – Lena
- Cam Clarke – Beau
- Jim Cummings – Jacques
- Mark Hamill – Scruggs

## Svenska röster
- Stefan Frelander – Scooby-Doo
- Thomas Engelbrektson – Shaggy
- Lena Ericsson – Daphne
- Stefan Frelander – Fred
- Gizela Rasch – Velma
- Mikael Roupé – Beau
- Lena Ericsson – Simone
- Gizela Rasch – Lena
- Mikael Roupé – Scruggs
- Magnus Mark – Tullchef